# Namibia na Mistrzostwach Świata w Lekkoatletyce 2011
Namibia na Mistrzostwach Świata w Lekkoatletyce 2011 była reprezentowana przez 2 zawodników – 1 kobietę i 1 mężczyznę.

## Wyniki reprezentantów Namibii

### Mężczyźni

#### Konkurencje biegowe
| Konkurencja   | Zawodnik            | Runda 1  | Runda 1 | Runda 2  | Runda 2 | Półfinał | Półfinał | Finał    | Finał   |
| Konkurencja   | Zawodnik            | Rezultat | Pozycja | Rezultat | Pozycja | Rezultat | Pozycja  | Rezultat | Pozycja |
| ------------- | ------------------- | -------- | ------- | -------- | ------- | -------- | -------- | -------- | ------- |
| Bieg na 800 m | Daniel Nghipandulwa |          |         | 1:48,79  | 33      | NQ       | NQ       | NQ       | NQ      |

### Kobiety

#### Konkurencje biegowe
| Konkurencja   | Zawodniczka         | Runda 1  | Runda 1 | Runda 2  | Runda 2 | Półfinał | Półfinał | Finał    | Finał   |
| Konkurencja   | Zawodniczka         | Rezultat | Pozycja | Rezultat | Pozycja | Rezultat | Pozycja  | Rezultat | Pozycja |
| ------------- | ------------------- | -------- | ------- | -------- | ------- | -------- | -------- | -------- | ------- |
| Bieg na 400 m | Tjipekapora Herunga |          |         | 54,08    | 29      | NQ       | NQ       | NQ       | NQ      |